# Propergol
 (avril 2023).
Si vous disposez d'ouvrages ou d'articles de référence ou si vous connaissez des sites web de qualité traitant du thème abordé ici, merci de compléter l'article en donnant les références utiles à sa vérifiabilité et en les liant à la section « Notes et références ».
Un propergol est un produit de propulsion, constitué d'un mélange de comburant et de combustible, les ergols. La réaction chimique, entre cet oxydant et ce réducteur, fournira l'énergie au moteur-fusée. Les constituants peuvent se présenter à l'état de gaz, de liquide, de solide ou de plasma.

## Caractéristiques

### Typologie

#### Monergol et catergol
Un monergol est un ergol de formation souvent endothermique, qui a la propriété de se suffire à lui-même pour assurer la réaction chimique, comme l'hydrazine. Lorsque la présence d'un catalyseur est nécessaire, il porte alors le nom de catergol.

#### Diergol ou biergol
Un propergol est dit diergol, ou biergol, lorsqu'il est constitué de deux ergols stockés séparément. C'est le cas de la plupart des propergols liquides.

### État

#### Propergol solide
Un propergol solide, ou poudre, est un produit métastable : il est à l'état solide stable à température ordinaire, et instable à température élevée. Il peut être soit homogène comme la nitrocellulose, soit hétérogène avec un combustible finement disséminé dans la masse du comburant.
Un propergol solide homogène a une combustion à impulsion spécifique faible.
Pour améliorer les performances des propergols solides, une technique consiste à incorporer une faible quantité de produit explosif.
Les propergols solides offrent l'avantage d'être stables et facilement entreposables, mais possèdent l'inconvénient majeur de ne pas pouvoir en arrêter la combustion, une fois celle-ci commencée.
Pour pallier cet inconvénient, l'explosif solide destiné à la propulsion est extrudé encore pâteux en cordons, puis tronçonné en fines plaquettes ou fins granules avant leur solidification par évaporation des solvants. L'autre forme est celle d'une poudre compactée, dont les granules peuvent se détacher sur une surface de combustion relativement régulière.
Pour les formes avancées comme les propergols solides des gros lanceurs d'appoints des fusées, ils sont coulés encore liquide dans le bloc propulseur où ils sont solidifiés en fines couches successives régulières, ou bien ils sont produits de façon plus traditionnelle sous forme de blocs de poudre compactée. En fin de combustion du bloc propulseur, la combustion n'est plus aussi régulière (surtout sous la forme de poudre compactée) et le bloc propulseur qui produit des vibrations importantes doit être éjecté avant que le bloc restant de propergol solide ne se fragmente en morceaux importants qui explosent brutalement au sein même de la chambre de combustion, ce qui pourrait être dangereux pour le reste de la charge transportée si l'enveloppe du propulseur ne reste pas étanche.
Cependant, s'ils sont utilisés en explosifs (pour le génie civil, la démolition ou l'extraction minière) et destinés alors à être entièrement consumés en une seule fois, les propergols solides sont conditionnés soit en petits blocs sous forme pâteuse ductile (forme dangereuse à manipuler, et non destinée aux charges explosives importantes), soit sous la forme de bâtons pré-calibrés prêts à l'emploi, dans un emballage protecteur, non conducteur et étanche à la fois aux solvants contenus ainsi qu'à l'air et l'environnement pour lesquels ils sont destinés.

#### Propergol liquide
Un propergol liquide est un produit stable à l'état liquide à température ordinaire. Les ergols nécessitant un stockage à très basse température sont cryogéniques, comme l'oxygène comburant dont la température d'ébullition est de −183 °C. Un couple d'ergols est hypergolique s'il entre en réaction spontanée au moindre contact, comme le couple peroxyde d'azote et 1,1-diméthylhydrazine (UDMH, pour Unsymmetrical DiMethylHydrazine).
Les propergols liquides possèdent l'inconvénient majeur d'être difficilement entreposables, mais possèdent l'avantage de pouvoir régler et même arrêter la combustion, très simplement via le réglage ou l'arrêt de l'injection dans la chambre de combustion.

#### Propergol hybride
Un propergol hybride, ou lithergol, est un produit stable à température ordinaire, constitué d'un ergol solide et d'un ergol liquide.

## Usage

### Moteur à propergol solide
Un moteur à propergol solide est constitué d'un corps de propulseur, rempli de propergol. Le propergol peut être mis en forme préalablement à sa mise en place dans le corps de propulseur, ou bien il peut être coulé puis solidifié par cuisson dans le corps même du propulseur. Les gros propulseurs récents utilisent le plus souvent cette deuxième option.
La combustion se déroulera idéalement en couches parallèles. La forme initiale donnée au bloc de propergol détermine l'évolution de la surface du bloc, et définit donc la loi du débit et donc de la poussée du moteur. Les formes les plus courantes sont : à combustion frontale, comme pour une cigarette, avec une surface de combustion faible mais constante ; à combustion radiale, grâce à un canal pratiqué dans l'axe du bloc, avec une surface de combustion qui évolue radialement. La section du canal n'est pas nécessairement circulaire, et peut être axisymétrique voire en forme d'étoile.
Exemple : chacun des deux moteurs d'appoint du lanceur Ariane 5 est un moteur à propergol solide, appelé EAP (pour Étage d'Accélération à Poudre).

### Moteur-fusée à lithergol (ou hybride)
Dans un moteur-fusée à lithergol, un ergol liquide est injecté dans une enceinte remplie d'ergol solide.
Avantages sur les moteurs à propergol solide :
- il est possible de faire varier la poussée, et même de l'interrompre, en agissant simplement sur l'injection de l'ergol liquide ;
- l'impulsion spécifique est souvent meilleure que pour les moteurs à propergol solide.

Avantages sur les moteurs à propergols liquides :
- le moteur est plus simple car il n'est composé que d'un seul circuit d'alimentation pour l'ergol liquide.

Mais les propergols liquides ont de meilleures performances, et les propergols solides sont militairement intéressants, par leur simplicité, leur fiabilité et leur stockabilité.

### Moteur à propergol liquide
Dans ce type de moteur, le combustible et le comburant sont donc liquides, et sont stockés dans des réservoirs. Ils sont amenés à la chambre de combustion grâce à des canalisations et des pompes.
Ces pompes sont actionnées soit par une turbine entraînée via une chambre de pré-combustion, soit par la dilatation en gaz d'un des ergols.
Exemples : Soyouz, étage principal d'Ariane 5 (EPC).

### Propergol pour avion et fusée
Ce carburant est notamment utilisé pour la propulsion de nombreux missiles dont les missiles air-air Matra R550 Magic II, AIM-9 Sidewinder, AA-12 Archer, IRIS-T et MICA qu'équipent certains avions de chasse.

### Propergol pour Airbag
L'usage du propergol a été utilisé dans certains modèles d'Airbag notamment par la société japonaise Takata. Le propergol se dégradant avec le temps il serait à l'origine de nombreux blessés voir décès. En janvier 2017, Takata plaide coupable de fraude aux États-Unis et signe un accord avec les autorités régulatrices américaines pour mettre fin à ses poursuites contre une amende de 1 milliard de dollars. La société déposera le bilan le 26 juin 2017.
En France Stellantis lancera une campagne de rappel massif pour les Airbag de C3 et DS3 :
À l’origine de ce rappel, la nécessité de remplacer des airbags défectueux. Plus précisément, avec le temps et sous certaines conditions climatiques (climat chaud, humide), le gaz qui déclenche l’airbag «se détériore», précise le porte-parole. «Ce qui peut entraîner la projection de petites pièces contenues dans ce même airbag.» De son côté, le site Rappel Conso prévient que, «le propergol dans les coussins gonflables du conducteur et du passager peut se détériorer avec le temps. Dans le cas d'un accident dans lequel les airbags se déploient, il pourrait se rompre avec trop de force, blessant les occupants du véhicule.»